# Радехов (село)
Раде́хов (укр. Раде́хів) — село в Вишневской сельской общине Ковельского района Волынской области Украины.
До 2020 года входило в Любомльский район.
Код КОАТУУ — 0723384701. Население по переписи 2001 года составляет 667 человек. Почтовый индекс — 44353. Телефонный код — 3377. Занимает площадь 0,41 км².
В селе действует Успенская церковь УПЦ МП.